# Église internationale de la Grâce de Dieu
L’Église internationale de la Grâce de Dieu — EIGD, en portugais IIGD : Igreja Internacional da Graça de Deus est une association chrétienne évangélique internationale d'églises charismatiques fondée en 1980 par Romildo Ribeiro Soares dans la municipalité de Duque de Caxias à Rio de Janeiro au Brésil. 

## Histoire
Romildo Ribeiro Soares, un pasteur chrétien  évangélique, fonde l'église en 1980. En 1999, la chaîne de télévision évangélique "RIT" est affiliée à l'église.

## Croyances
L'association a une confession de foi charismatique .